# Åsmon
Åsmon är en småort i Ådals-Lidens socken i Sollefteå kommun. 

## Byns historia

### Skolan
Den första skolan, som enkom uppfördes som just skola, invigdes 1924. På ortens hemsida, asmon.se, framkommer också att Olga Bylund blev första lärare men att hon avlöstes efter en tid, bland annat av magister Levi Lindkvist. 1950 var en ny, större och modernare skola färdig att invigas. Den skolan var i bruk omkring 25 år. Därefter har lokalen bland annat använts som  verkstadslokal.